# Bouvardia standleyana
Bouvardia standleyana là một loài thực vật có hoa trong họ Thiến thảo. Loài này được W.H.Blackw. mô tả khoa học đầu tiên năm 1968.